# Carlos da Costa Pereira
Carlos da Costa Pereira (São Francisco do Sul, 1890 — São Francisco do Sul, 1967) foi um jornalista e historiador brasileiro.
Foi membro do Instituto Histórico e Geográfico de Santa Catarina e ocupante da cadeira 4 da Academia Catarinense de Letras.

## Obras
- Um capítulo da expansão bandeirante e a fundação de São Francisco do Sul (1931)
- O nascimento de Frei Fernando Trejo y Sanabria, em São Francisco (1937)
- Revolução Federalista de 1893 em Santa Catarina (1976)
- História de São Francisco do Sul (1984)
- Riscos e Traços
- Traços da Vida da Poetisa Júlia da Costa

### Traduções
- Viagem à Província de Santa Catarina e a Colonização do Brasil, de Léonce Aubé, 1943